# Mariakerk (Husum)
De Mariakerk (Duits: Marienkirche) van de Duitse plaats Husum (Sleeswijk-Holstein) werd van 1829 tot 1833 naar ontwerp van de Deense architect Christian Frederik Hansen gebouwd en behoort samen met de Vicelinuskerk van Neumünster tot de beste vertegenwoordigers van de neoclassicistische stijl in Sleeswijk-Holstein.

## Geschiedenis

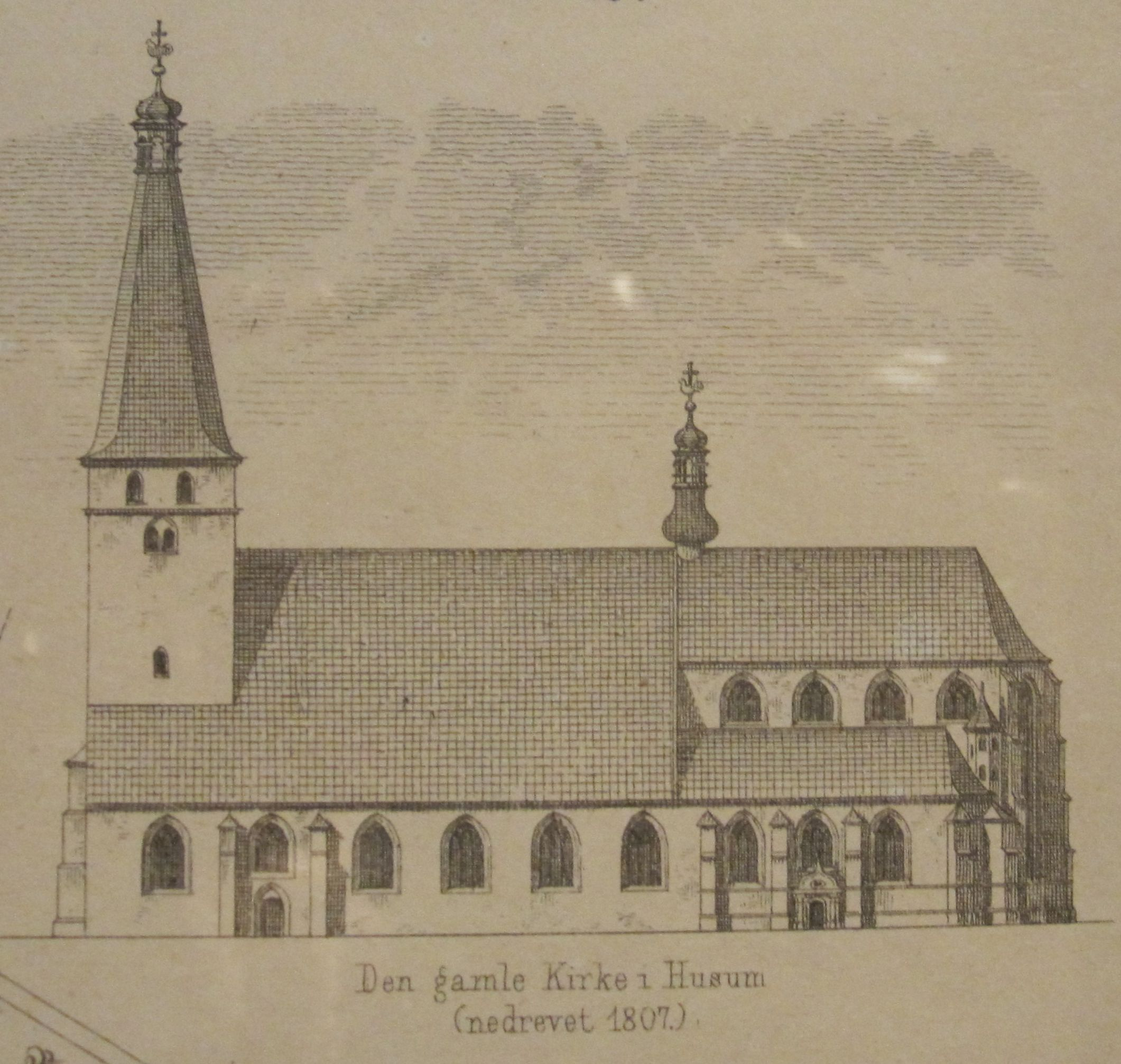
De oude Mariakerk van Husum

In het jaar 1436 werd Husum een zelfstandige parochie. Vanaf dit moment werd met de bouw van een eigen kerk begonnen. Deze vroeg-15e-eeuwse gotische Mariakerk moest in 1807 wegens bouwvalligheid worden afgebroken. De oude kerk had na vele verbouwingen geleidelijk aan de vorm gekregen van een echte domkerk en bezat een bijna honderd meter hoge toren. De afbraak werd later betreurd als een van de grootste verliezen in de architectuurgeschiedenis van Sleeswijk-Holstein.
Van de oude kerk werden het doopvont uit 1643, het avondmaalsgerei, een aantal epitafen en enkele zerken overgenomen. Het driedelige laatgotische schrijnaltaar uit 1505 werd voor 96 Mark verkocht aan Schwabstedt, waar het nog altijd in de Sint-Jacobikerk staat opgesteld.
Het huidige orgel werd in 1964 door Detlef Kleuker uit Brackwede (Noordrijn-Westfalen) gebouwd en in 1990 door de orgelbouwfirma Banzhaf (Husum) gerenoveerd. Het sleeplade-instrument heeft 37 registers verdeeld over vier manualen en pedaal. De speeltracturen zijn mechanisch, de registertracturen zijn elektrisch.